# روری در تالاب گرفتاری‌ها
روری در تالاب گرفتاری‌ها (انگلیسی: Rory o' the Bogs) یک فیلم کمدی صامت کوتاه به کارگردانی جی. فارل مک‌دانلد است که در سال ۱۹۱۳ منتشر شد. هارولد لوید هم در این فیلم نقشی بازی کرده است، اما نامش در عنوان‌بندیِ فیلم ذکر نشده است.

## بازیگران
- جی. وارن کریگان
- هنک من
- ادگار کندی
- جرج پریالت
- جسلین ون ترامپ
- هارولد لوید